# Бредки
Бредки — деревня в Селижаровском муниципальном округе Тверской области России.

## География
Находится в западной части Тверской области на расстоянии приблизительно 21 км на юг по прямой от административного центра округа поселка Селижарово.

## История
Деревня была отмечена еще на карте Менде (состояние местности на 1848 год). В 1859 году здесь (деревня Ржевского уезда Тверской губернии) было учтено 24 двора, в 1939 — 60. До 2020 года входила в состав Оковецкого сельского поселения Селижаровского района до их упразднения.

## Население
Численность населения: 193 человека (1859 год), 2 (оба — русские) в 2002 году, 1 в 2010.